# Schmetterlingsblütenartige
Die Schmetterlingsblütenartigen (Fabales) bilden eine Ordnung der Bedecktsamigen Pflanzen (Magnoliopsida).

## Beschreibung
Nebenblätter sind vorhanden. Die Blüten sind meist fünfzählig und in Kelch und Krone gegliedert. Die Fruchtblätter sind zu einem Fruchtknoten verwachsen (synkarp).

## Systematik
In der Ordnung der Schmetterlingsblütenartigen (Fabales) gibt es vier Familien:
- Hülsenfrüchtler (Fabaceae)
- Kreuzblumengewächse (Polygalaceae)
- Quillajaceae
- Surianaceae

Kladogramm:
|  | Hülsenfrüchtler (Fabaceae)                                                         |
|  |                                                                                    |
|  | \| \| Surianaceae \| \| \| \| \| \| Kreuzblumengewächse (Polygalaceae) \| \| \| \| |
|  |                                                                                    |
|  | Surianaceae                                                                        |
|  |                                                                                    |
|  | Kreuzblumengewächse (Polygalaceae)                                                 |
|  |                                                                                    |

|  | Surianaceae                        |
|  |                                    |
|  | Kreuzblumengewächse (Polygalaceae) |
|  |                                    |

|  | Hülsenfrüchtler (Fabaceae)                                                         |
|  |                                                                                    |
|  | \| \| Surianaceae \| \| \| \| \| \| Kreuzblumengewächse (Polygalaceae) \| \| \| \| |
|  |                                                                                    |
|  | Surianaceae                                                                        |
|  |                                                                                    |
|  | Kreuzblumengewächse (Polygalaceae)                                                 |
|  |                                                                                    |

|  | Surianaceae                        |
|  |                                    |
|  | Kreuzblumengewächse (Polygalaceae) |
|  |                                    |